# Хакасія
Хака́сія (хак. Хакасия, трансліт. Xakasiya), офіційна назва — Респу́бліка Хака́сія (рос. Респу́блика Хака́сия; хак. Хакас Республиказы) — суб'єкт Російської Федерації, входить до складу Сибірського федерального округу.
Столиця — місто Абакан.
Межує з Кемеровською областю, Красноярським краєм, Республіками Тива і Алтай.
Утворено 20 жовтня 1930.
Глава — Коновалов Валентин Олегович з 15 листопада 2018 року.

## Природа

### Географічне положення
Республіка Хакасія розташована в південно-західній частині Східного Сибіру в лівобережній частині сточища річки Єнісей, на теренах Саяно-Алтайського нагір'я й Хакасько-Мінусинської улоговини. Вигідним є її географічне розташування на Південно-Сибірській магістралі, що сполучає республіку з Мінусинським правобережжям, Іркутською областю, Кузбасом. По річці Єнісею республіка має вихід до Центрально-Красноярського регіону й на Єнісейську Північ.

### Геологія
З надр Хакасії ведеться видобуток заліза (запаси — 2 млрд тонн, великі родовища — Тейське, Абаканське), молібдену (Сорське), золота, вугілля (Аскизьке, Бейське), неметалічних корисних копалин: бариту, бентоніту, лицювального мармурів і гранітів, будівельних матеріалів. Розвідані родовища міді, поліметалів, фосфоритів, азбесту, гіпсу, нефриту, жадеїту. У розвіданих родовищах Хакасії зосереджено (у відсотках від запасів РФ): вугілля — 3 %, залізних руд — 1 %, молібдену — 11 %, бариту — 27 %, бентонітів — 6,5 %, лицювальних каменів — 13 %.

### Внутрішні води
Великі річки — Єнісей, Абакан, Томь, Білий Іюс, Чорний Іюс (басейн Обі). На Єнісеї є Саяно-Шушенська ГЕС і Майнська ГЕС.

## Історія

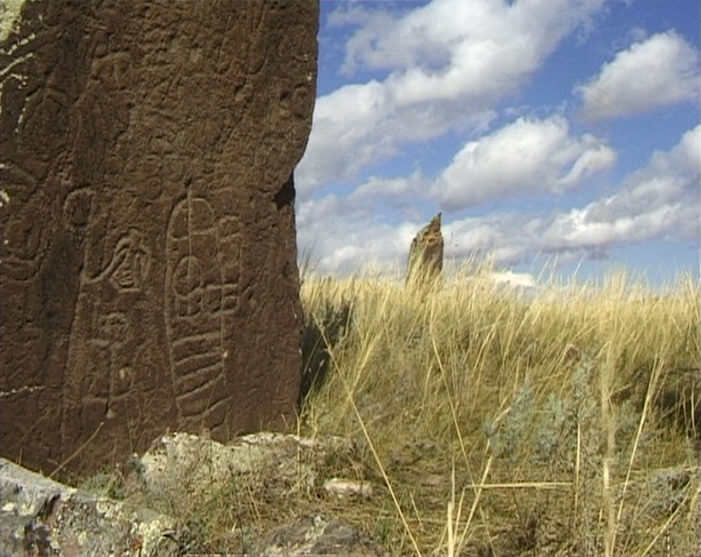

Перша держава на території Південного Сибіру виникла в IV—ІІІ століттях до н. е. Древньокитайські літописи називали її творителів народом дінлін (кит.: 丁零), а державу — Дінлін-ґо (丁零国).
Близько 201 року до н. е. царство Дінлін було розгромлене військами гунів. У Хакасько-Мінусинську улоговину пересунулося тюркомовне плем'я киргизів. Китайці описували ситуацію так: «їх (киргизів) племена змішалися з дінлінами». Киргизи стали військово-аристократичною верхівкою нової етнополітичної спільності.
У важкій і суворій боротьбі з агресивними сусідами (Тюркський й Уйгурський каганати) держава киргизів обстоювала свою незалежність до XIII століття нашої ери.
XIII століття стало переломним у розвитку Саяно-Алтаю. Великий Монгольський Улус на чолі з Чингісханом і його нащадки роздавили самостійність єнисейських киргизів та оригінальність їхньої культури. Людність піддали фізичному винищуванню й примусовим депортаціям з боку Юаньського Китаю.
До XVII століття збереглося дуже мало відомостей про Хакасію. На момент приходу російських осадників у XVII столітті Хакасія була роздроблена на 4 князівства. Складний і хворобливий процес входження Хакасії під юрисдикцію Російської Імперії тривав більше 100 років.
Датою офіційного закріплення Хакасії за Російською імперією можна вважати 20 серпня 1727 року, коли між Росією і Китаєм був укладений прикордонний трактат. Всі землі, що перебували на північній стороні Саян, відійшли до Російської, на південній — до Китайської Імперії.
Фактичне закріплення території Хакасії відбулося пізніше. В 1758 році китайські війська вторглись на Алтай і розгромили Джунгарію. Виникла загроза порушення офіційно визнаних кордонів Російської імперії. Царський уряд спішно розмістив в цьому регіоні козацькі залоги. З цього часу й відбулося фактичне закріплення Хакасії за Росією.
Хакаська автономна область була утворена 20 жовтня 1930, в 1990 році перейменована в Хакаську АРСР, в 1991 році — в Хакаську РСР, в 1992 році — в Республіку Хакасія.

## Адміністративно-територіальний устрій

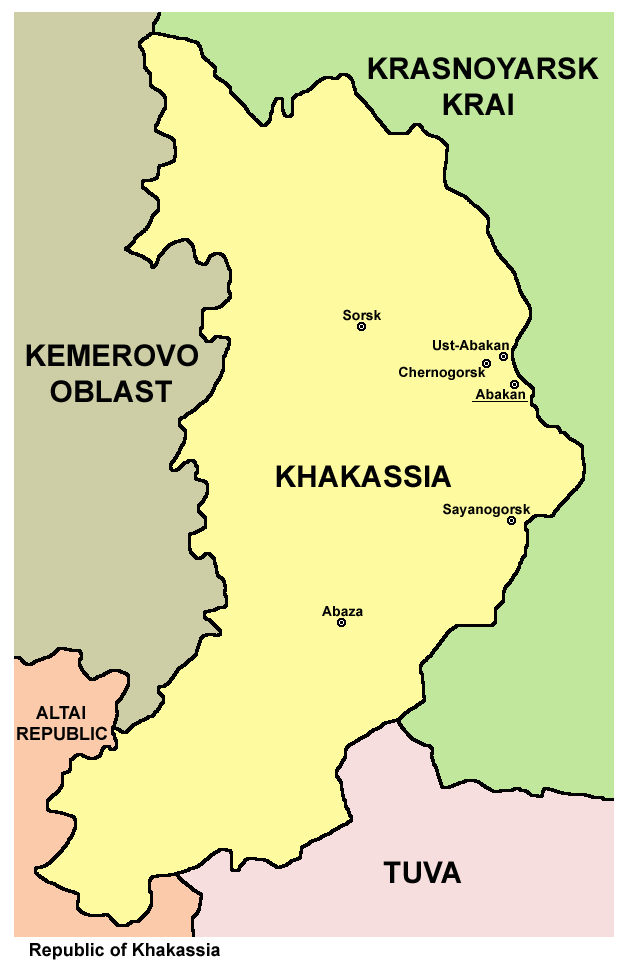

Міста республіканського підпорядкування:
- Абаза
- Абакан
- Саяногорськ
- Сорськ
- Чорногорськ

Райони:
- Алтайський район
- Аскизький район
- Бейський район
- Боградський район
- Орджонікідзевський район
- Таштипський район
- Усть-Абаканський район
- Ширинський район

## Населення
Населення Республіки Хакасія — 537 000 (2006), густота населення — 8,7 осіб/км², частка міського населення — 71 %.
Природний приріст 2017 року був від'ємним -0,2 ‰▼ (2010 року 1,2 ‰), 5,5 ‰ у містах і 1,7 ‰ у селах, чисельність населення регіону зменшилась на ~100 осіб (28-ме). Коефіцієнт смертності 12,6 ‰▼ (2010 року 13,8 ‰), в регіону померло 7,3 тис. осіб (48-ме); коефіцієнт народжуваності — 12,4 ‰▼ (2010 року 15 ‰), в регіону народилось 7,9 тис. осіб (19-те). Сумарний коефіцієнт народжуваності (фертильності) 2017 року становив 1,8 дитини на 1 жінку за її життя (17-те). 2017 року в регіоні на 100 пологів припадало 43 аборти (59-те). 2017 року міграційний приріст склав -12,5 ‰▼, з регіону виїхало на 6,7 тис. осіб більше ніж вїхало (2010 року від'ємне сальдо міграції було ~100 тис. осіб з показником -205,4 ‰), за цим показником Хакасія на 29-му місці серед усіх регіонів Росії. Загальний ріст чисельності населення 2017 року склав 1,65 ‰ (29-те), тобто 0,8 тис. мешканців за рік; серед міського населення цей показник 5,5 ‰ (18-те), серед сільського -7 ‰ (51-ше).
У віковій структурі населення регіону за 2017 рік дітей віком до 16 років 21,7 % (14-те), дорослих — 55,4 %, людей похилого віку старше за 65 років — 22,9 % (58-ме). Статеве співвідношення зі значним переважанням жінок — 53,5 %, чоловіків — 46,5 % (38-ме). Середній вік населення регіону 37,7 років (67-ме).
Станом на 2017 рік, у Хакасії коефіцієнт шлюбності, тобто кількість шлюбів на 1 тис. осіб за календарний рік, дорівнював 7,5 ‰ (23-тє), розлучуваності — 4,7 ‰ (17-те); індекс розлучуваності — 69,7 розлучень на 100 укладених шлюбів (22-ге). Станом на 2010 рік, середній розмір домогосподарств — 2,6 особи (29-те). Кількість дітей народжених поза шлюбом — 28,1 % (16-те), кількість неповних сімей — 30,1 % від загального числа (66-те).

### Населені пункти
Рівень урбанізованості Хакасії — 69,4 % (48-ме).
Найбільші населені пункти
| №  | Населений пункт | Населення, осіб (2010) |
| -- | --------------- | ---------------------- |
| 1  | Абакан          | 165214                 |
| 2  | Чорногорськ     | 72147                  |
| 3  | Саяногорськ     | 49887                  |
| 4  | Абаза           | 17115                  |
| 5  | Усть-Абакан     | 14578                  |
| 6  | Сорськ          | 12143                  |
| 7  | Білий Яр        | 10014                  |
| 8  | Шира            | 9448                   |
| 9  | Черемушки       | 8373                   |
| 10 | Аскіз           | 7267                   |
| 11 | Таштип          | 6423                   |
| 12 | Бея             | 5247                   |
| 13 | Аскіз           | 5208                   |
| 14 | Майна           | 5062                   |

### Етнічний склад

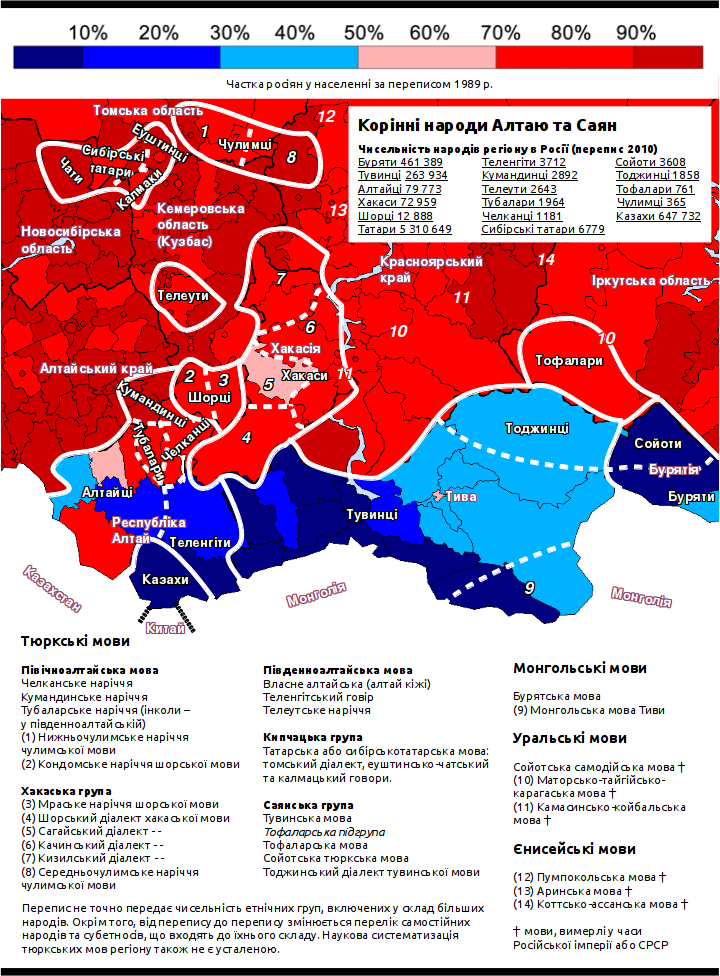
Етнографічні групи хакасів

Згідно зі Всеросійським переписом населення 2002 року, національний склад населення Республіки був таким:
| Народ    | Чисельність, 2002, %. |
| -------- | --------------------- |
| Росіяни  | 80,3 %                |
| Хакаси   | 12 %                  |
| Німці    | 1,7 %                 |
| Українці | 1,53 %                |
| Білоруси | 0,5 %                 |
| Інші     | 3,97 %                |

### Релігійний склад

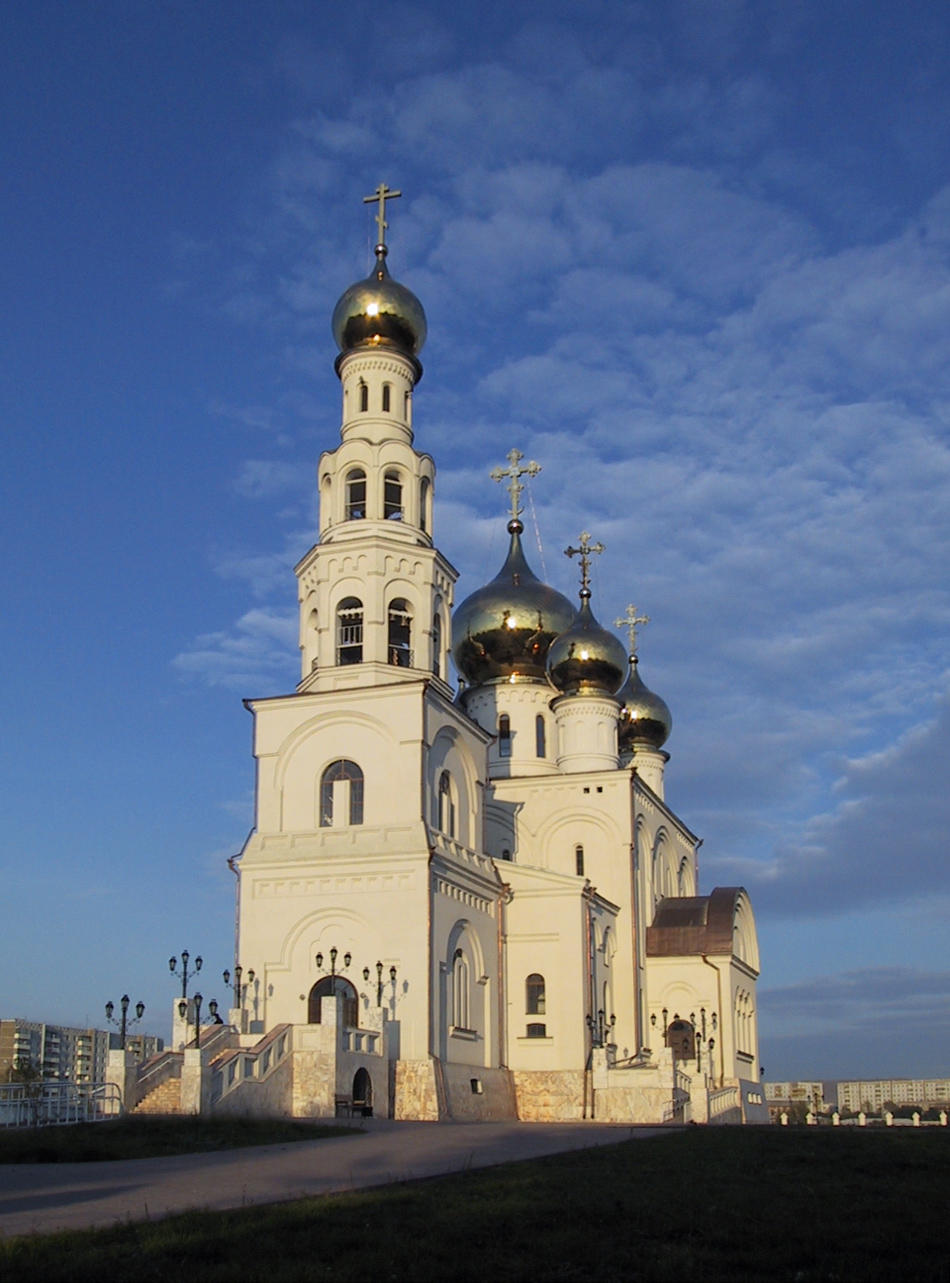
Церква в Абакані

### Освіта

#### Дошкільна
Майже 72 % дітей дошкільного віку забезпечені місцями в закладах дошкільного виховання та освіти (27-ме).

#### Шкільна
2 школи регіону 2017/2018 навчального року за якістю викладання входили до числа топ-300 закладів середньої освіти Росії.

#### Вища
2010 року 18 % населення регіону мало вищу освіту (56-те).

### Охорона здоров'я
Забезпеченість лікарями населення регіону 2017 року становило 43,1 лікаря на 10 тис. осіб (56-те).
Статистика випадків захворюваності на 100 тис. осіб 2016 року в Хакасії на: ВІЛ — 83 (16-те), ожиріння — 387 (19-те) із загальним відсотком людей з цією хворобою на рівні 1,7 % (27-ме), психічних розладів — 165 (71-ше), новоутворень — 409 (49-те), сифілісу& — 28 (17-те).
Показники смертності немовлят 8,8 ‰ (10-те), дитячої — 89,7 випадків на рік на 100 тис. осіб (7-ме); в працездатному віці — 197,8 на 100 тис. працездатних (15-те). Структура випадків смертей на 100 тис. осіб від окремих захворювань за 2017 рік в Хакасії: органів кровообігу — 563 випадків (50-те), органів травлення — 66,5 випадків (45-те), органів дихання — 72 випадки (5-те), інфекційно-паразитарних — 17,3 випадків (38-ме), ракових — 214,3 випадків (31-ше); транспортних травм — 16,5 випадків (27-ме), отруєнь алкоголем — 3,5 випадки (52-ге), самогубств — 30,8 випадків (9-те) та вбивств — 11 випадків (15-те).

### Злочинність
Кримінальна обстановка в Хакасії у порівнянні з іншими регіонами складна. За загальною кількістю скоєних злочинів 2017 року з показником 214,5 випадків на 10 тис. мешканців регіон на 7-му місці серед всіх регіонів Росії. У тому числі на 41-му місці з показником 7,1 особливо тяжких і на 24-му з показником 24,3 тяжких злочинів на 10 тис. мешканців регіону. Структура злочинів на 10 тис. осіб населення виглядає так: пов'язані із незаконним обігом наркотиків — 17 (16-те) і зброї — 5,2 (7-ме), злочини проти іноземців — 0,8 (35-те), економічні — 5,2 (71-ше), екстримістські -0,1 (39-те), терористичні — 0,06 (33-тє). Регіон є одним з лідерів країни за рівнем крадіжок і зґвалтувань. Структура випадків насильницьких видів злочинів на 10 тис. осіб населення за 2017 рік виглядає так: вимагання (рекет) — 0,24 (50-те), пограбування — 4,8 (22-ге), зґвалтування — 0,9 (3-тє), крадіжки — 86,5 (6-те), розбій — 0,5 (45-те), убивства, або замахи на вбивство — 1,39 (11-те), умисні каліцтва — 3,1 (14-те), умисні каліцтва, що спричинили смерть — 0,47 (18-те), хуліганство — 0,17 (25-те).
Загальна кількість виявлених злочинців за 2017 рік — 67,5 тис. осіб, коефіцієнт у перерахунку на 10 тис. осіб — 127 (4-те). З них жінок — 14,5 % (60-те), неповнолітніх у віці 14-17 років — 1,2 % (25-те). Регіон серед лідерів по країні за відносною кількістю скоєних злочинів у стані алкогольно-наркотичного сп'яніння, жінок-злочинців, бандитів та рецидивістів. Склад злочинників у перерахунку на 10 тис. осіб населення виглядає так: бандити в складі ОЗУ — 1,3 (5-те), неповнолітні у віці 14-17 років — 4,9 (23-тє), іноземці — 1,38 (48-ме), безробітні та без постійного доходу — 80,7 % (5-те), сп'янілі — 61,8 (3-тє), наркомани — 3,3 (6-те), жінки — 19,7 (5-те), учні та студенти — 5,5 (19-те), рецидивісти — 89,2 (2-ге).
Розкриваність злочинів становить 69,5 %(72-ге), найменша доля розкриваності серед злочинів середньої тяжкості — 56,6 % (72-ге), найбільша доля серед убивств — 94,4 % (58-ме).

### Соціальна сфера
Інтегральний показник якості життя від «РИА Рейтинг» ставить Хакасію на 55-те місце серед усіх регіонів Російської Федерації.
Забезпеченість житлом 2016 року в регіоні було на рівні — 23 м² на одну особу (68-ме), значна доля невпорядкованого житлово-комунального фонду — 39 % (45-те), застарілого та аварійного лише 4,1 % (27-ме). Рівень забезпеченості власним житлом молодих сімей на низькому рівні — 0,9 % (77-ме), багатодітних — 0,3 % (65-те). 2017 року уведено в експлуатацію 0,4 м² нового житла на одного мешканця регіону (46-те).
За кількістю споживання алкогольних напоїв регіон перебуває серед лідерів по Росії. 2016 року населенням регіону було спожито у перерахунку на 1 особу 4,3 літра вин (69-те) та 1,4 літра ігристих вин (29-те), 4,7 літра горілки (55-те), 79,1 літра пива (3-тє) та 0,5 літра коньяку (43-тє).
Ситуація з безпритульними дітьми 2017 року була на рівні 99,4 особи на 10 тис. підлітків у віці 10–19 років (13-те).

## Економіка
Коефіцієнт Джині для Хакасії 2017 року дорівнював 0,36 (58-ме). Регіональний прожитковий мінімум (РПМ) 2019 року в Хакасії становив 10,9 тис. російських рублів (33-тє). Середній дохід на одного мешканця регіону 2019 року склав 22,7 тис. рублів (74-те), середня заробітна плата — 41,5 тис. рублів (21-ше); медіанний дохід — 18,8 тис. рублів (72-ге), або 1,72 РПМ (77-ме), медіанна заробітна плата — 29,8 тис. рублів (42-ге); співвідношення середнього і медіанного доходів — 82,7 % (6-те), заробітних плат — 76,6 % (78-ме). Рівень реальних доходів населення до 2014 року постійно зростав (наприклад, 2013 року 5,5 %▲ у порівнянні до попереднього року), після 2014 невпинно зменшується (наприклад, 2017 року -1,9 %▼ у порівнянні до попереднього року). У середньому по регіону 14,5 % заробітних плат менше визначеного РПМ (61-ше), 17,8 % населення перебуває за межею бідності (20-те). Рівень безробіття 2017 року в Хакасії склав 5 % від працездатного населення (53-тє). Середня пенсія в Хакасії 2016 року становила 1,7 РПМ — 18,5 тис. російських рублів (14-те).
Фактичне кінцеве споживання на душу населення 2016 року становило 230 тис. російських рублів (56-те). Середній розмір банківських вкладів серед населення Хакасії становив 72,6 тис. російських рублів (73-тє).
Загальна рентабельність економіки регіону прийнятна і перебуває на рівні 10,7 % (35-те). Розмір дотацій з федерального бюджету на душу населення 2017 року становив 67,8 тис. російських рублів (32-ге).
Для регіону характерна незначна частка високотехнологічної продукції у РВП — 16 % за 2016 рік (64-те).
Валовий оборот роздрібної торгівлі 2017 року на душу населення склав 146 тис. російських рублів (59-те). Валовий оборот сфери харчування за 2017 рік на душу населення склав 112 тис. російських рублів (25-те).
Інвестиції в основний капітал 2016 року становили 38,4 тис. російських рублів на душу населення (67-ме).
У Хакасії 2017 року на держслужбовців припадало 4,7 % осіб, що зайняті в економіці (16-те), схвальна оцінка їхньої діяльності серед респондентів була на рівні 49 % (21-ше).

### Трудові ресурси
Загальне демографічне навантаження 2017 року в регіону становило 83 особи непрацездатного віку (дітей і стариків) на 100 осіб працездатного віку, тобто чоловіки у віці 16–60 років і жінки 16–55 років (25-те).

### Енергетика
Основа всієї економіки регіону — технологічно зв'язані гідроенергетика і виробництво алюмінію. В енергосистему Хакасії входять Саяно-Шушенська ГЕС (входить у Єнісейський каскад ГЕС, наймогутніша в Росії — 6400 Мвт), Майнська ГЕС (потужність 321 Мвт) і три ТЕЦ сумарною потужністю 300 Мвт. Коефіцієнт душового виробництва електроенергетики найвищий у Росії — 7,3, вугілля — 5,3.
У регіоні видобувається вугілля (ТОВ «Вугільна компанія «Розрез Степной»» і Чорногорський філіал ВАТ «Сибірська вугільна енергетична компанія»). Розробка вугілля ведеться у двох шахтах (Єнісейська, Хакаська) і п'ятьма розрізами із загальним річним обсягом видобутку понад 6 млн тон.

### Промисловість
На території республіки перебувають Саяногорський і Хакаський алюмінієві заводи, а також ВАТ «Саянська фольга» (всі належать «Російському алюмінію»). Підприємства кольорової металургії — ТОВ «Сорський ГЗК» (молібденовий і мідний концентрати), ВАТ «Туїмський завод кольорових металів» (мідний прокат).
Розробляється Кібік-Кордонське родовище високодекоративного мармуру.

### Сільське господарство
Хакасія — розвинений сільськогосподарський район Східного Сибіру. Великі площі, зайняті пасовищами й косовицями, — запорука поступу тваринництва (тонкорунне вівчарство, молочне тваринництво). Важливу роль відіграє конярство. У рослинництві головні культури пшениця, ячмінь, овес, просо, з технічних — цукровий буряк. Коефіцієнт душового виробництва у тваринництві — 1,2. Сільськогосподарські угіддя складають менш як 20 % від площі регіону.

### Транспорт
Стан покриття автодоріг в регіоні один з найкращих по країні, станом на 2016 рік лише 32,5 % автошляхів перебували в поганому стані та потребували ремонту (79-те).

### Телекомунікації
Станом на 2016 рік 64 % мешканців регіону були забезпечені доступом до мережі Інтернет (52-ге), лише 44 % з тих, хто їм користується, роблять це щодня (41-ше).

### Територіально-промислові комплекси
Абаканський вузол — спеціалізація на машинобудуванні (ПО «Абаканвагонмаш», дає більше 5 % російського виробництва вантажних вагонів, дослідно-механічний, сталеливарний, контейнерний заводи), переробці сільськогосподарської сировини (м'ясокомбінат, броварня й молочні заводи), виробництві взуття й трикотажних виробів.
Чорногорський вузол — центр Мінусинського кам'яновугільного басейну шахти «Хакаська», «Єнісейська», Чорногорський вугільний розріз). Основа економіки міста — Чорногорська філія Сибірської вугільної енергетичної компанії (видобуток кам'яного вугілля), є також підприємства легкої й текстильної промисловості, меблева фабрика, домобудівний комбінат.
Саяногорський вузол — тут збудовано один із трьох найбільших алюмінієвих заводів Росії — Саянський алюмінієвий завод. У Саяногорську створено групу підприємств будівельної індустрії (комбінати «Саянмрамор», збирально-розбірних будинків, домобудівний). Вище по Єнісею — Саяно-Шушенська й Майнська ГЕС.

## Культура
Відвідуваність бібліотек 2016 року склала 8,4 книги на одного мешканця регіону (40-ве).

### Музеї
З урахуванням туристичних потоків відвідуваність місцевих музеїв — 0,6 відвідування на 1 особу на рік (23-тє).

### Театр
Відвідуваність театрів 2016 року склала 0,2 відвідування на одного мешканця республіки (19-те).

### Спорт
Видатні спортсмени, що народились в Новгородській області